# Anzac-brug

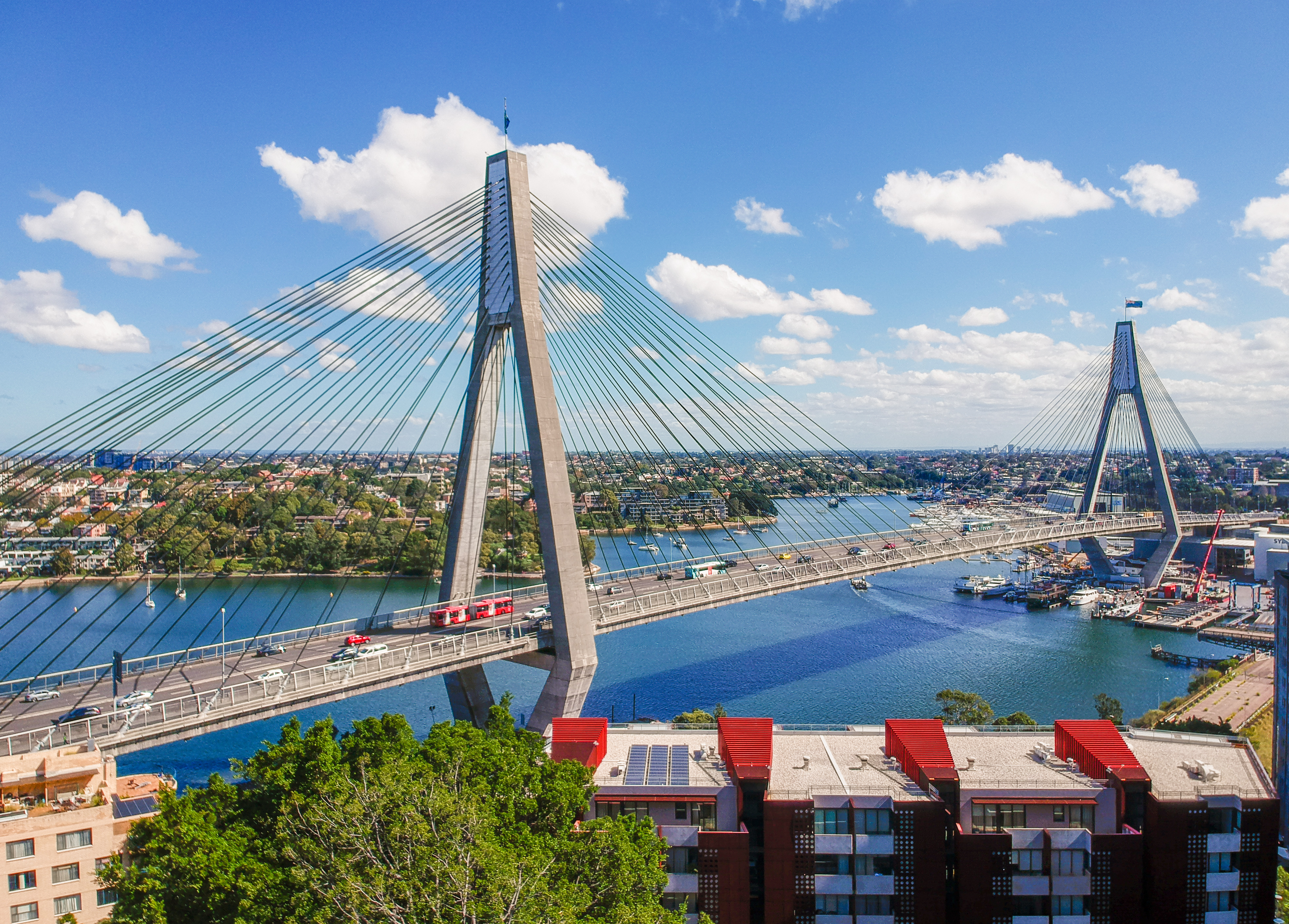
Anzac-brug

De Anzac-brug (Engels: Anzac Bridge) is een tuibrug met acht rijstroken die de Western Distributor over Johnstons Bay tussen Pyrmont en Glebe Island (onderdeel van de buitenwijk Rozelle) draagt, aan de westelijke rand van het centrale zakendistrict van Sydney, New South Wales, Australië. De brug maakt deel uit van het wegennetwerk dat van het centrale zakendistrict, de Sydney Harbour Bridge en Cross City Tunnel naar de Inner West en Northern Suburbs leidt.

## Geschiedenis

### Bruggen van Glebe Island
Vóór de bouw van de Anzacbrug waren er twee bruggen over Johnstons Bay.
De eerste brug werd gebouwd als onderdeel van een project om de slachthuizen uit het centrum van Sydney te verplaatsen en openbare slachthuizen te bouwen op Glebe Island. De eerste paal van de oorspronkelijke brug werd in oktober 1860 geslagen. De brug werd geopend in 1862 en was een houten balkbrug van 318,6 meter lang en 8,5 meter breed met een 12 meter draaigedeelte aan de oostkant. Het verving een dubbele stoompuntovergang.
De tweede Glebe Island Bridge was een elektrisch bediende draaibrug die in 1903 werd geopend, het jaar na de opening van de nieuwe Pyrmont Bridge over Sydney's Darling Harbour, die een soortgelijk ontwerp heeft. De brug werd ontworpen door Percy Allan van de New South Wales Public Works Department, die ook de Pyrmont Bridge ontwierp. Vertragingen door toenemend verkeer, die werden verergerd door het moeten afsluiten van een belangrijke verkeersader om de scheepvaart naar Blackwattle Bay mogelijk te maken, leidden tot de bouw van de huidige Anzac Bridge. De brug uit 1903 staat er nog steeds, maar is niet toegankelijk voor voetgangers of voertuigen.

## Anzac-brug
De ontwikkeling van het ontwerpconcept voor de tuikabel en het definitieve ontwerp voor de nieuwe brug werden uitgevoerd door een team van de Roads & Traffic Authority, onder leiding van hun hoofdingenieur brug Ray Wedgwood en de bouw door Baulderstone. De brug werd op 3 december 1995 voor het verkeer geopend als de Glebe Island Bridge.
De brug kreeg zijn huidige naam op Remembrance Day in 1998 om de nagedachtenis van de soldaten van het Australian and New Zealand Army Corps (bekend als Anzacs) die dienden in de Eerste Wereldoorlog te eren. Een Australische vlag wappert boven op de oostelijke pyloon en een Nieuw-Zeelandse vlag wappert boven op de westelijke pyloon. Een bronzen gedenkteken van een Australische Anzac-soldaat ("digger") die een Lee-Enfield- geweer vasthoudt in de "rest on arms reverse"-oefenpositie werd op Anzac Day in 2000 op het westelijke uiteinde van de brug geplaatst. Een standbeeld van een Nieuw-Zeelandse soldaat werd toegevoegd aan een sokkel aan de overkant van de weg van de Australian Digger, gericht naar het oosten, en werd onthuld door premier van Nieuw-Zeeland Helen Clark in aanwezigheid van premier van New South Wales Morris Iemma op zondag 27 april 2008.

## Beschrijving
De brug is 32,2 meter breed en de hoofdoverspanning is 345 meter. De pylonen van gewapend beton zijn elk 120 meter hoog en ondersteunen het dek door twee vlakken van tuikabels. Aanvankelijk werden de tuikabels geplaagd door trillingen. Dit probleem is opgelost door dunne stabiliserende kabels tussen de tuikabels te voegen.
Er is een gescheiden voet- en fietspad aan de noordkant van de brug, waardoor een wandeling vanaf Glebe Point Road, via Bridge Road, over de brug en rond Blackwattle Bay terug naar Glebe Point Road mogelijk is.
De brug kan maximaal 180.000 auto's per dag verwerken. De maximale capaciteit werd bereikt in 2002, slechts zeven jaar nadat deze was voltooid en in overeenstemming met de principes van geïnduceerde vraag naar verkeer.
Over de brug wordt regelmatig gepatrouilleerd door bewakers als maatregel tegen terroristische aanslagen. Beveiligingscamera's houden toezicht op de loopbrug.
De brug heeft een maximumsnelheid van 60 kilometer per uur. Voor januari 2005 was deze 70 km/h. Voor die datum had de brug zeven rijstroken (4 in oostelijke richting, 3 in westelijke richting).
Oorspronkelijk waren er bushaltes aan de westkant van de brug, maar deze zijn verwijderd omdat bussen die van de haltes wegreden een gevaar vormden, omdat ze invoegden in ander verkeer dat (dicht bij) de maximumsnelheid reed. Het Australische Anzac-beeld aan de noordkant van de brug staat naast de voormalige bushalte voor stadsverkeer; het Nieuw-Zeelandse Anzac-beeld werd geplaatst in het opritgedeelte van de voormalige halte aan de zuidkant.

## Gebruik in populaire cultuur
De brug is gebruikt in een aantal kunstwerken, waaronder:
- De brug werd gebruikt in de filmscène "Looking for Alibrandi" (1999), waarin het titelpersonage, Josephine Alibrandi, en haar date Jacob Coote op Jacobs motor over de brug reden.
- In het nummer "It's Alright" (1995) van Deni Hines is de bijna voltooide brug te zien in de groepsdanssequenties uit de videoclip. De opnames hiervan vonden plaats een paar maanden voor de opening van de brug in december 1995.
- Het nummer "Purple Sneakers" van You Am I van het album "Hi Fi Way" (1995) begint met de tekst "Had a scratch only you could itch, beneath the Glebe Point bridge". De Glebe Island Bridge was nog in aanbouw toen Tim Rogers het nummer schreef en opnam in 1994, waarbij de naam van de brug pas in 1998 werd veranderd in 'Anzac Bridge'.